# Nicolae Bălcescu, Cetatea Albă
Nicolae Bălcescu (în ucraineană Попаздра, transliterat: Popazdra) este un sat în comuna Serghiești din raionul Cetatea Albă, regiunea Odesa, Ucraina.

## Demografie
Componența lingvistică a localității Nicolae Bălcescu
     Ucraineană (86,1%)
     Rusă (6,95%)
     Română (6,42%)
Conform recensământului din 2001, majoritatea populației localității Nicolae Bălcescu era vorbitoare de ucraineană (86,1%), existând în minoritate și vorbitori de rusă (6,95%) și română (6,42%).